# Perez Hilton
 (mars 2021).
Mario Armando Lavandeira Jr., plus connu sous le pseudonyme Perez Hilton, né le 23 mars 1978 à Miami aux États-Unis, est un blogueur américain, rédacteur du blogue Perezhilton.com (anciennement PageSixSixSix.com).
Le caractère outrancier de son blog fait de lui une personnalité médiatique et controversée. Cette notoriété lui permet néanmoins d'attirer les médias, parfois plus généralistes, sur certaines personnalités.

## Jeunesse
Perez est né le 23 mars 1978 à Miami, en Floride de parents cubains. Il obtient pour diplôme une licence en 1996 à New York. Il réside depuis 2002 à Los Angeles en Californie. 
Il affirme qu'il ne savait pas parler anglais avant d'entrer à l'école. Il est diplômé de l'école préparatoire jésuite de Belen à Miami en 1996 et il a obtenu le « Bachelor of Fine Arts » (BFA) de théâtre à l'Université de New York.
En 2002, Hilton déménage définitivement à Los Angeles en Californie. Lors d'une interview dans le Cliché Magazine de juin/juillet 2010, Hilton déclare qu'il a commencé son blog en tant que passe-temps uniquement : « Ce qui différencie mon site PerezHilton.com est que la plupart des blogs relataient des informations ou étaient des journaux intimes mais ce n'est pas ce que je souhaitais faire, je voulais parler des célébrités parce qu'elles sont beaucoup plus amusantes. »
Hilton est également un militant gay, Madonna et Oprah Winfrey font partie de ses inspirations.
Après avoir été diplômé de l'Université de New York en 2000 et avant de commencer sa carrière de blogueur, Hilton s'essaie au jeu d'acteur.
Il a temporairement travaillé en tant que chargé de communications pour le mouvement LGBT (lesbiennes gays bisexuels transgenres) en organisant le GLAAD qui est une organisation qui lutte contre la diffamation des LGBT dans les médias.
Il a aussi écrit en indépendant pour des revues gays, puis il a travaillé en tant que réceptionniste pour un club organisateur d'évènements à New York et il a occasionnellement été le responsable éditeur de Instinct, un magazine pour hommes gays. Il affirme avoir commencé à bloguer parce que « cela semblait facile. »
Avant sa notoriété, il était un acteur en difficulté, payant ses factures grâce à divers petits emplois peu glamour, tels que responsable des publications pour une organisation gay, publiciste pour des salons professionnels, ou encore reporter pour le magazine Star, qui le licencia. En septembre 2004, il lança son blog comme un simple passe-temps, sous le nom de PageSixSixSix.com, ce qui entraîna un procès de la part du New York Post, propriétaire de la rubrique « Page Six ». Il adopta alors le pseudonyme Perez Hilton, version latine de Paris Hilton, héritière et figure emblématique des potins mondains.
En l’espace d'un an, Perez Hilton devint un phénomène de la culture pop, reconnaissable à ses cheveux orange et à son style de commentaires crus, jugés infantils mais faciles à consommer, sur les photos de célébrités. Ce ton contribua à tripler son trafic en une seule année et à générer assez de revenus pour employer des membres de sa famille.
En 2007, il consacrait jusqu’à 17 heures par jour à produire en moyenne 30 articles quotidiens. Son blog facturait alors jusqu’à 9 000 $ par semaine pour une seule publicité, et 45 000 $ pour le forfait le plus coûteux.

## Le style Perez Hilton
La plume de Hilton sur les potins des célébrités vient d'un désir irrésistible de s'intégrer et de faire partie du star system[réf. nécessaire].
Il décrit souvent les spectacles de cérémonies de récompense, les clubs, et les soirées privées auxquels il assiste ainsi que les photos de lui avec des stars dans la presse dans la section « Personally Perez » de son blogue.
Bien qu'Hilton affirme avoir des affinités avec certaines célébrités, comme Lady Gaga, il a aussi une « vendetta » contre quelques stars comme la star de Disney Channel Vanessa Hudgens, Kesha et l'actrice de Gossip Girl Taylor Momsen.
Miley Cyrus a manifesté sur Twitter son hostilité pour Hilton et il lui a répondu. D'autres ont suggéré que la proximité de Perez avec les célébrités sur qui il écrit engendre des articles non désintéressés.
Il prétend avoir été l'ami de Paris Hilton - dont le nom lui inspire son pseudonyme - et sur qui il écrit beaucoup sur son blogue.
Il dépeint rarement les frasques et rumeurs sur Paris Hilton de manière négative et contrairement à la plupart des blogues de potins mondains il relate de manière positive et félicite les prouesses de Paris Hilton.[réf. nécessaire]
Hilton est aussi connu pour dénoncer agressivement le comportement qui lui semble discriminatoire des célébrités et autres figures publiques.
Par exemple, il a demandé le licenciement de Isaiah Washington de la série Grey's Anatomy pour avoir fait des remarques homophobes et Perez appela ses fans à le soutenir dans sa demande.
Fin 2007, il a été critiqué par le blogue The Hollywood Gossip pour avoir ignoré les remarques "racistes et homophobes" de Paris Hilton.
En 2009, il a violemment insulté dans son blogue Carrie Prejean qui avait affirmé publiquement que selon son point de vue, le mariage devrait être entre un homme et une femme.
Hilton promeut souvent ses musiciens favoris en postant leurs œuvres dans la partie « Listen to this » de son blogue.

## Filmographie
Perez Hilton est apparu dans son propre rôle dans le film  Another Gay Sequel : Gays Gone Wild en 2008, ainsi que dans la série Victorious et dans la série télévisée 90210 Beverly Hills : Nouvelle Génération saison 4. Il a participé en tant que vedette invitée à la Saison 4 des Anges de la téléréalité.
Il fait également une petite apparition dans la série jeunesse américaine Victorious et dans le téléfilm Life-Size 2: A Christmas Eve.
En janvier 2015 il participe à la 15e saison de l'émission anglaise Celebrity Big Brother. Il est éliminé le 29e jour, et Katie Price remporte l'aventure deux jours plus tard.  
En janvier 2020 il participe à la 6e saison de l'émission australienne I'm a Celebrity… Get Me Out of Here!. Il entre en jeu le 16e jour.

## Discographie
2010 : Rocket To Uranus (Vengaboys Featuring Perez Hilton) (single)